# Giorgio Colli

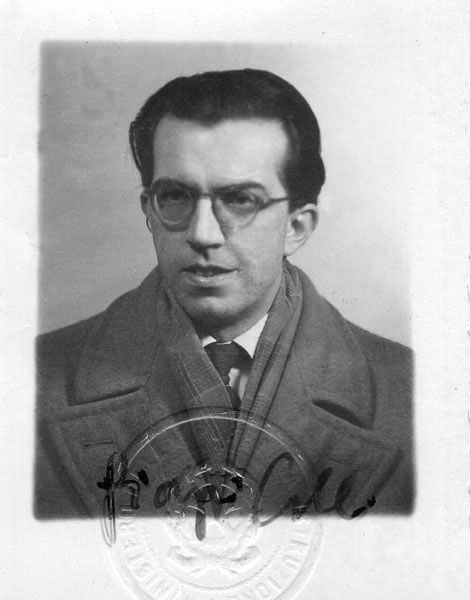

Giorgio Colli (ur. 1917 w Turynie  – zm. 1979 we Florencji) – filolog i filozof włoski.

## Życiorys
Po studiach podjął pracę jako nauczyciel w liceum w Lukce. Przynależał do antyfaszystowskiego ruchu oporu we Włoszech
.
W latach 1943–1944 przebywał na emigracji w Szwajcarii. Po zakończeniu wojny pracował jako wykładowca historii filozofii starożytnej na uniwersytecie w Pizie.

## Dzieła
Wybrane publikacje:
- Physis kryptesthai philei 1948
- La natura ama nascondersi 1988
- Filosofia dell'espressione 1969
- Dopo Nietzsche 1974
- La nascità della filosofia 1975 (Narodziny filozofii)
- La Sapienza greca, 3 vol. Milan 1977-1980;
- La ragione errabonda. Quaderni postumi, Milan 1982,
- Scritti su Nietzsche, Milan 1980,
- Per una enciclopedia di autori classici

## Wpływ
Znany jest szczególnie jako pomysłodawca, organizator i autor
pełnej edycji krytycznej publikacji "Dzieła wszystkie i Listy Fryderyka Nietzschego", którą współtworzył wraz z germanistą Mazzino Montinarim.

## Recepcja w Polsce
- Colli Giorgio: Narodziny filozofii. Stanisław Kasprzysiak (tł. i wstęp). Wyd. 1. Warszawa-Kraków: Res Publica & Oficyna Literacka, 1991. ISBN 83-7046-184-0. Brak numerów stron w książce